# Maria Boleyn
Maria Boleyn (ur. ok. 1499, zm. 19 lipca 1543) – angielska arystokratka, siostra królowej Anny Boleyn.

## Pochodzenie
Maria urodziła się jako starsza córka Tomasza Boleyna i Elżbiety Howard. Jej rodzice pobrali się najprawdopodobniej w 1498 r. Matka Marii była córką Thomasa Howarda, 2 księcia Norfolk oraz należała do dam dworu Katarzyny Aragońskiej. Tomasz Boleyn był początkującym dyplomatą, który dzięki małżeństwu wżenił się w arystokratyczną rodzinę Howardów i dzięki temu jego kariera dworska nabrała rozpędu.
Maria miała kilkoro rodzeństwa, lecz tylko siostra Anna i brat George przeżyli dzieciństwo.

## Portret
Portret kobiety z XVI wieku, tradycyjnie utożsamiany z Marią Boleyn, nie znajduje potwierdzenia w żadnych źródłach historycznych. Nie istnieje żaden znany portret, którego identyfikację jako wizerunku Marii Boleyn można uznać za potwierdzoną. Niektórzy badacze epoki Tudorów twierdzą, że portret uznawany za wizerunek Marii Boleyn może przedstawiać Frances Brandon.

## Pobyt we Francji
Dzieciństwo spędziła w ojczyźnie, ale w 1514 (kiedy miała ok. 15 lat) została wysłana za granicę. Wraz z siostrą została damą dworu Marii Tudor, która 9 października 1514 r. została trzecią żoną króla Francji Ludwika XII. Po 3 miesiącach królowa owdowiała i powróciła do Anglii wraz ze swym orszakiem w kwietniu 1515 r. Obu siostrom Boleyn pozwolono zostać na służbie u następnej królowej, Klaudii Walezjuszki, chociaż nie ma pewności co do Marii.
Maria prawdopodobnie była kochanką nowego króla Franciszka I. Z tego względu na dworze królewskim w Paryżu nie miała dobrej opinii.

## Powrót do Anglii

### Ślub
Po powrocie do ojczyzny (prawdopodobnie w 1519 r.) została dwórką królowej Katarzyny Aragońskiej. W lutym 1520 r. poślubiła Williama Careya (prawnuka Edmunda Beauforta, księcia Somerset), członka prywatnej świty króla Henryka VIII, który był gościem na ich ślubie. Pół roku po ślubie wraz z mężem i rodzicami wzięła udział w spotkaniu na tzw. Polu Złotogłowia, który był wielkim wydarzeniem mającym na celu wzmocnienie przyjaźni pomiędzy Anglią a Francją.

### Romans z królem
1 marca 1522 r. wraz z księżną Suffolk Marią, swoją siostrą Anną i przyszłą szwagierką Jane Maria wzięła udział w Chateau Vert, widowisku urządzonym w York Place na cześć sojuszu z cesarzem Karolem V, siostrzeńcem królowej Katarzyny. Maria wcieliła się w rolę Dobroci/Życzliwości, natomiast Anna grała Wytrwałość.
Nie wiadomo, kiedy dokładnie rozpoczął się romans Marii z królem, nastąpiło to prawdopodobnie już po jej ślubie z Williamem. Trwał prawdopodobnie do 1525 r., gdyż w latach 1522–1525 mąż Marii otrzymywał sporo wsparcia finansowego ze strony króla. W 1525 r. ojciec Marii otrzymał tytuł wicehrabiego Rochford. W 1526 r. Henryk VIII zakochał się w siostrze Marii Annie, która 4 lata wcześniej wróciła z Francji.
Maria, będąc w związku małżeńskim z Williamem Carey, urodziła 2 dzieci:
- Henryk Carey, pierwszy baron Hunsdon (1525/1526–1596),
- Katarzyna Carey (ok. 1524/1529–1568), dwórka Anny z Kleve i Katarzyny Howard oraz swojej kuzynki Elżbiety I, żona purytanina sir Franciszka Knollysa.

Nie ma dowodów na to, iż biologicznym ojcem dzieci Marii był Henryk VIII – nigdy nie zostały przez niego oficjalnie uznane oraz nosiły nazwisko Carey. Biograf Anny Boleyn, Eric Ives wysuwa tezę, że tuż po zakończeniu romansu z królem Maria wróciła do męża czego efektem były szybkie narodziny dwojga dzieci.

### Siostra królowej
Henryk VIII w sierpniu 1527 r. zwrócił się do papieża o dyspensę, która zezwoli mu na następny ślub. Król pragnął poślubić Annę, młodszą siostrę Marii, więc szkic dyspensy zawierał zezwolenie na małżeństwo nawet wtedy, gdy króla i potencjalną nową żonę łączył „pierwszy stopień pokrewieństwa” (chodziło o romans Henryka VIII i Marii).
W 1528 Maria została wdową; William Carey zmarł na angielskie poty.
W październiku 1532 r. w Calais brała udział w przedstawieniu przed królem Franciszkiem I, które stanowiło oficjalne zaprezentowanie Anny Boleyn jako przyszłej królowej Anglii i małżonki Henryka VIII.
Ostatecznie dopiero w 1533 r. Anna poślubiła króla i została koronowana.
W 1534 r. Maria wyszła za mąż ponownie, bez zgody swojej rodziny. Jej wybrankiem był William Stafford (zm. 5 maja 1556). Ich ślub był tajemnicą, ponieważ pan młody był niższy urodzeniem i kiedy rodzina Marii odkryła prawdę, parę wypędzono z dworu królewskiego (Anny Boleyn). Historycy podejrzewają, że drugie małżeństwo zawarte zostało na skutek prawdziwej miłości pary młodej. Para miała dwoje dzieci, które najprawdopodobniej nie przeżyły dzieciństwa.

## Śmierć
Zmarła jako ostatnia z rodzeństwa – Anna i George zostali ścięci w maju 1536 r. Jej ojciec po utracie dwójki ulubionych dzieci zwrócił się w kierunku Marii i przekazał jej ziemie, które ostatecznie odziedziczyła po jego śmierci.
Dzieci Marii i Williama Careya były znaczącymi postaciami na dworze swojej kuzynki królowej Elżbiety I.
Wdowiec po Marii poślubił wnuczkę Małgorzaty Pole Dorothy Stafford, z którą doczekał się szóstki dzieci.